# Eslovênia nos Jogos Paralímpicos de Verão de 2008
Eslovênia participou dos Jogos Paralímpicos de Verão de 2008, que foram realizados na cidade de Pequim, na China, entre os dias 6 e 17 de setembro de 2008.